# یواس‌اس وودکاک (ای‌ام-۱۴)
یواس‌اس وودکاک (ای‌ام-۱۴) (به انگلیسی: USS Woodcock (AM-14)) یک کشتی بود که طول آن ۱۸۷ فوت ۱۰ اینچ (۵۷٫۲۵ متر) بود. این کشتی در سال ۱۹۱۸ ساخته شد.